# Where the Worst Begins
Where the Worst Begins es una película muda dirigida por John McDermott y protagonizada por Ruth Roland y Alec B. Francis, entre otros. Rodada durante agosto de 1924, la película es una mezcla de comedia y western. La película se estrenó el 1 de noviembre de 1925.

## Snopsis
Jane es una chica que no se siente feliz viviendo en un rancho en el oeste americano y sueña con ir a vivir a Nueva York. En una fiesta que el rico August van Dorn hace en un ferrocarril privado decide secuestrar Donald van Dorn, su hijo, a fin conseguir el dinero para ir a Nueva York gracias al rescate. El padre rechaza pagar y mientras está negociando el acuerdo, dos delincuentes profesionales secuestran a Donald, pero este logra escapar. Ellos entonces toman prisionera Jane. Donald, que se ha enamorado de Jane consigue rescatarla. La pareja se acaba casando y viaja a Nueva York de luna de miel.

## Reparto
- Alec B. Francis (August van Dorn)
- Ruth Roland (Jane Brower)
- Matt Moore (Donald van Dorn)
- Grace Darmond (Annice van Dorn)
- Roy Stewart (Cliff Ranger)
- Derelys Purdue (amiga de Annice)
- Theodore Lorch
- Ernie Adams
- J.P. Lockney
- Bob Burns
- Floyd Shackelford